# Liste der FFH-Gebiete in der Stadt Coburg
Die Liste der FFH-Gebiete in der Stadt Coburg zeigt die FFH-Gebiete der oberfränkischen Stadt Coburg in Bayern.
Teilweise überschneiden sie sich mit bestehenden Natur-, Landschaftsschutz- und EU-Vogelschutzgebieten.
In der Stadt befinden sich insgesamt vier und zum Teil mit anderen Landkreisen überlappende FFH-Gebiete.
| Itztal von Coburg bis Baunach                                     | BW | 5831-373 WDPA: 555521170 | Landkreis Coburg, Landkreis Haßberge, Coburg |  | ⊙ | 1.452,01 |  |
| Muschelkalkzug von den Langen Bergen bis nach Weißenbrunn v. Wald |    | 5631-371 WDPA: 555521023 | Landkreis Coburg, Coburg                     |  | ⊙ | 1.975,74 |  |
| Naturschutzgebiet 'Vogelfreistätte Glender Wiesen'                | BW | 5731-301 WDPA: 555521089 | Landkreis Coburg, Coburg                     |  | ⊙ | 169,00   |  |
| Veste Coburg, Bausenberger und Callenberger Forst                 | BW | 5731-302 WDPA: 555521090 | Landkreis Coburg, Coburg                     |  | ⊙ | 247,00   |  |
| Legende für Fauna-Flora-Habitat                                   |    |                          |                                              |  |   |          |  |